# Sophie Germain
Marie-Sophie Germain (pronunciación en francés: /maʁi sɔfi ʒɛʁmɛ̃/; París, 1 de abril de 1776-ib., 27 de junio de 1831), fue una matemática y física francesa autodidacta. Fue una de las maestras de la teoría de elasticidad e hizo importantes contribuciones a la teoría de números. Uno de sus trabajos más importantes fue el estudio de los que posteriormente fueron conocidos como números primos de Sophie Germain (números primos cuyo doble incrementado en una unidad es también un número primo).

## Biografía
Marie-Sophie Germain nació en París en el seno de una distinguida familia de la nobleza. Su padre, Ambroise-François Germain, maestro orfebre, fue miembro del tercer Estado en la Asamblea Constituyente de 1789.
Debido a las revueltas de la Revolución Francesa estaba encerrada en su casa a sus trece años. Pensando que a su familia solo le interesaban la política y el dinero durante la Revolución Francesa, se refugió leyendo los libros de la biblioteca de su padre. Su interés por las matemáticas surgió después de leer "Histoire des mathématiques" de  Jean-Baptiste Montucla donde le llamó la atención la historia de Arquímedes al cual le importaron más las matemáticas que su propia muerte. Siguió con el tratado de aritmética de Étienne Bezout y el de cálculo diferencial de A. J. Cousin, para continuar, después de aprender latín sin ninguna ayuda, con las obras de Isaac Newton y de Leonhard Euler.
Fue autodidacta. A pesar de la oposición inicial de sus padres y de las dificultades que se le presentaron en la sociedad, adquirió su educación utilizando el seudónimo de Antoine Auguste LeBlanc, para hacerse pasar por un hombre.
Sophie Germain hizo descubrimientos importantes en teoría de números, en física matemática, acústica y elasticidad.
Marie-Sophie Germain nunca se casó, y dependió económicamente durante toda su vida del soporte económico que le brindó su familia. Por ser mujer, no pudo vivir de una carrera profesional como matemática, pero aun así, trabajó de manera independiente durante toda su vida.
Falleció a los 55 años, debido a un cáncer de mama, en 1831. Pese a que la enfermedad se le había manifestado dos años antes, continuó hasta el final volcada en su trabajo.

## Correspondencia
Germain tuvo un interés especial en las enseñanzas de Joseph-Louis Lagrange y, bajo el seudónimo de «Sr. Le Blanc»,le envió varios artículos. Lagrange se impresionó tanto por estos artículos que le pidió a Le Blanc una entrevista y Germain se vio forzada a revelarle su identidad. Aparentemente Lagrange reconoció el talento filósofo por encima de los prejuicios y decidió convertirse en su mentor.

### Correspondencia con Gauss
En 1804, después de leer a Carl Friedrich Gauss en su famoso Disquisitiones Aritmeticae (1801), comenzó a cartearse con este, de nuevo bajo pseudónimo. Dos años después, durante la invasión napoleónica de Prusia, también Gauss conoció su verdadera identidad, cuando Germain intercedió ante uno de los generales de Napoleón Bonaparte (Pernety), a quien Germain conocía personalmente, para que le resguardara de cualquier daño ante la ocupación de la ciudad natal de Gauss en Brunswick (Braunschweig). Sophie temía que Gauss pudiera correr un destino similar al de Arquímedes y le confió a Pernety sus temores; este localizó al matemático alemán y le dijo quien era su protectora (lo que confundió a Gauss ya que nunca había oído hablar de ella). Entonces Germain le escribió a Gauss una carta en la que admitía su condición femenina; a lo que Gauss contestó lo siguiente:

Pero cómo describirte mi admiración y asombro al ver que mi estimado corresponsal, el Sr. Le Blanc, se metamorfosea en este personaje ilustre que me ofrece un ejemplo tan brillante que sería difícil de creer. La afinidad por las ciencias abstractas en general y sobre todo por los misterios de los números es demasiado rara: lo que no me asombra ya que los encantos de esta ciencia sublime solo se revelan a aquellos que tienen el valor de profundizar en ella. Pero cuando una persona del sexo que, según nuestras costumbres y prejuicios, debe encontrar muchísimas más dificultades que los hombres para familiarizarse con estos espinosos estudios, y sin embargo tiene éxito al sortear los obstáculos y penetrar en las zonas más oscuras de ellos, entonces sin duda esa persona debe tener el valor más noble, el talento más extraordinario y un genio superior. De verdad que nada podría probarme de forma tan meridiana y tan poco equívoca que los atractivos de esta ciencia que han enriquecido mi vida con tantas alegrías no son quimeras, dada la predilección con la que tú has hecho honor a ella.
Carl Friedrich Gauss

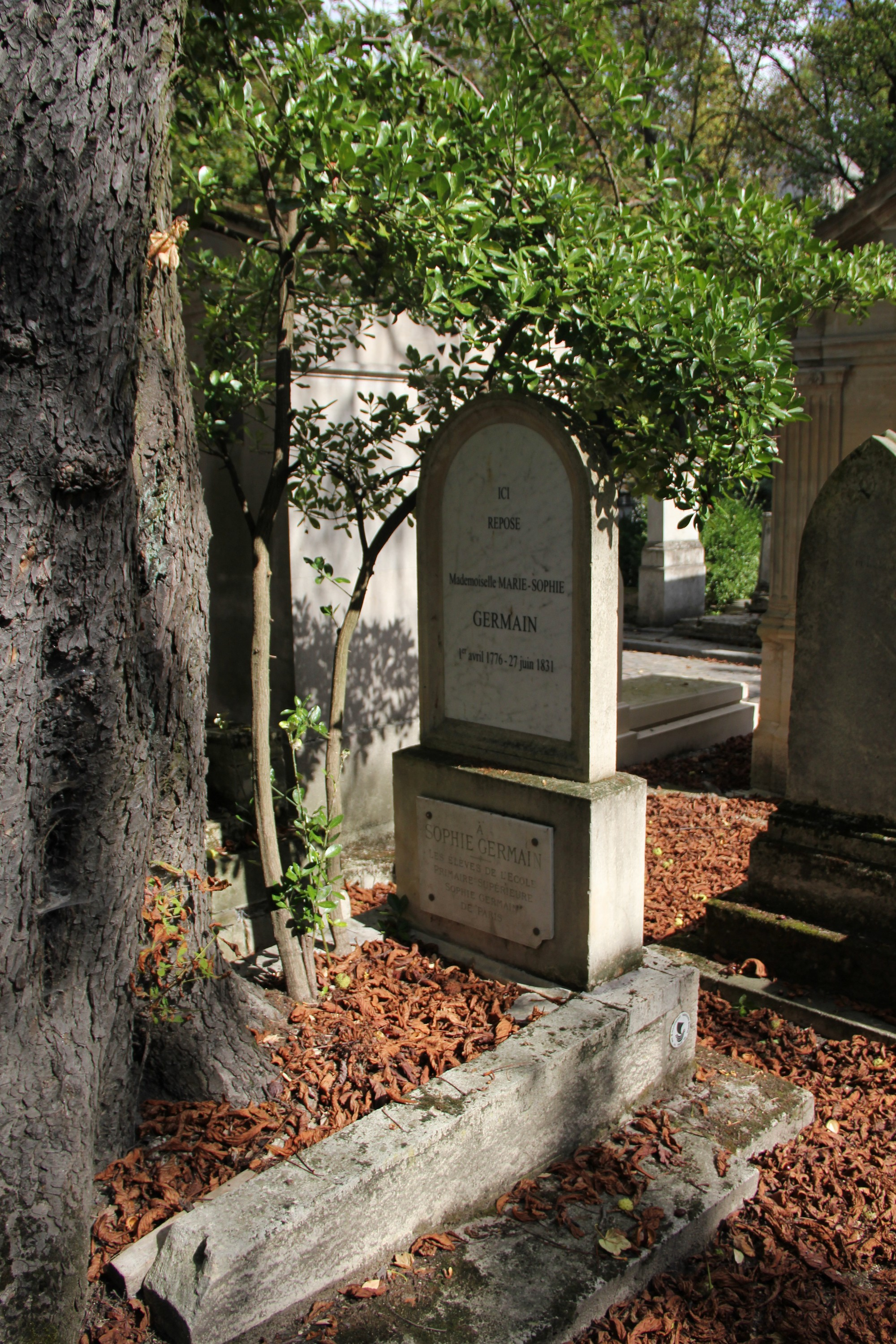
Tumba de Sophie Germain en el cementerio del Père Lachaise.

Sin embargo, en 1808, cuando Gauss fue nombrado profesor de astronomía en la Universidad de Gotinga, el interés del matemático se derivó hacia las matemáticas aplicadas y ambos dejaron de cartearse.

## Etapa en la Academia Francesa de las Ciencias
En 1811 Germain participó en un concurso de la Academia Francesa de las Ciencias para explicar los fundamentos matemáticos desarrollados por un matemático alemán, Ernst Chladni, aplicados al estudio sobre las vibraciones de las superficies elásticas. Después de ser rechazada por dos veces, en 1816 ganó el concurso, con el trabajo que tenía por título “Mémoire sur les Vibrations des Surfaces Élastiques”. Esto le permitió convertirse en la primera mujer que asistió a las sesiones de la Academia Francesa de las Ciencias (aparte de las esposas de los miembros) y la colocó junto a los grandes matemáticos de la historia.

## Contribuciones
Una de las mayores contribuciones de Germain a la teoría de números fue la demostración matemática de la siguiente proposición:  x, y, z son enteros y x5 + y5 = z5, entonces al menos uno de ellos (x, y, o z) es divisible entre cinco. Esta demostración, que fue descrita por primera vez en una carta a Gauss, tenía una importancia significativa ya que restringía de forma considerable las soluciones del último teorema de Fermat, el famoso enunciado que no pudo ser demostrado por completo hasta 1995.
Una de sus más famosas identidades, más comúnmente conocida como Identidad de Sophie Germain expresa para dos números x e y que:
{\displaystyle x^{4}+4y^{4}=(x^{2}+2y^{2}+2xy)(x^{2}+2y^{2}-2xy)\ }
Intentó demostrar el Teorema de Fermat, y aunque no pudo hacerlo, obtuvo algunos resultados que influyeron en las matemáticas de la época.
Así mismo, uno de sus resultados más conocidos es el conocido como Teorema de Sophie Germain, recuperado gracias a un pie de página en una obra de Adrien-Marie Legendre en 1823. Este teorema trata sobre la divisibilidad de las soluciones de la ecuación xp + yp = zp del Último teorema de Fermat para p primo impar. Sophie Germain probó que al menos uno de los números x, y, z tiene que ser divisible por p2 si puede encontrarse un primo auxiliar θ tal que se satisfacen las dos condiciones:
1. No existen dos potencias p distintas de cero que difieran uno en módulo θ; y
2. No existe ningún número tal que p sea potencia de orden p módulo θ de él.

En cambio, el primer caso del Último Teorema de Fermat (el caso en que p no divide xyz) tiene que cumplirse para cada primo p para el que pueda encontrarse un primo auxiliar. Germain identificó tal primo auxiliar θ para cada primo menor que 100.

## Reconocimientos
- En  1830  Gauss  la  propuso  para  el  Doctorado  honoris causa  por  la  Universidad de Gotinga, de la que era profesor y en la que tenía gran influencia. Aunque por aquel entonces su propuesta fue rechazada, sin embargo, unos meses después de la muerte de Sophie, recibió el citado reconocimiento honorífico.[16]

- Actualmente, el Instituto de Francia, a propuesta de la Academia de Ciencias, concede anualmente Premio Sophie Germain al investigador que haya realizado el trabajo más importante en Matemáticas.[20]

- Así mismo, con ocasión del centenario de su muerte, una calle de París y un Liceo llevan su nombre, y una placa, en la casa donde murió (el número 13 de la rue de Savoie) la recuerda como matemática y filósofa.[15]

### Críticas y elogios contemporáneos
Vesna Petrovich comenta que la respuesta a la publicación en 1821 del ensayo premiado de Germain "varió de cortés a indiferente". Sin embargo, algunos críticos realizaron grandes elogios. Cauchy dijo que "[era] un trabajo que por el nombre de su autora y la importancia del tema merecía la atención de los matemáticos". Germain también fue incluida en el libro de H. J. Mozans "Woman in Science", aunque Marilyn Bailey Ogilvie afirma que la biografía "es inexacta y las notas y la bibliografía no son fiables". Sin embargo, cita al matemático Claude-Louis Navier diciendo que "es un trabajo que pocos hombres pueden leer y que solo una mujer pudo escribir".
Los contemporáneos de Germain también tenían cosas buenas que decir en relación con su trabajo en matemáticas. Osen relata que "El Barón de Prony la llamó la Hipatia del siglo XIX", y  que "J.J. Biot escribió, en el Journal de Savants, que probablemente había penetrado en la ciencia de las matemáticas más profundamente que cualquier otra persona de su sexo". Definitivamente, Gauss tuvo muy buena opinión de ella y reconoció que la cultura europea presentaba dificultades especiales para una mujer en matemáticas.

### Críticas y elogios modernos
La visión moderna en general reconoce que aunque Germain tenía un gran talento como matemática, su educación informal la había dejado sin la base sólida que necesitaba para sobresalir verdaderamente. Como explica Gray, "el trabajo de Germain en elasticidad generalmente sufría de una falta de rigor, lo que podría atribuirse a su falta de entrenamiento formal en los rudimentos del análisis". Petrovich agrega: "Esto resultó ser una gran desventaja cuando ya no podía ser considerada como una joven prodigio para ser admirada, pero fue juzgada por sus compañeros matemáticos".
A pesar de los problemas con la teoría de vibraciones de Germain, Gray afirma que "el trabajo de Germain fue fundamental en el desarrollo de una teoría general de la elasticidad". Mozans escribe, sin embargo, que cuando se construyó la Torre Eiffel y los arquitectos inscribieron los nombres de 72 grandes científicos franceses, el nombre de Germain no estaba entre ellos, a pesar de la importancia de su trabajo para la construcción de la torre. Mozans se preguntó: "¿Fue excluida de esta lista... porque era una mujer? Parece que sí".
Gray agrega que "la inclinación de los matemáticos comprensivos a elogiar su trabajo en lugar de proporcionar una crítica sustantiva de la que podría aprender fue paralizante para su desarrollo matemático". Sin embargo, Marilyn Bailey Ogilvie reconoce que "la creatividad de Sophie Germain se manifestó en las matemáticas puras y aplicadas ... [ella] proporcionó soluciones imaginativas y provocativas a varios problemas importantes", y como Petrovich propone, pudo haber sido su falta de formación lo que le permitió plantear ideas y enfoques únicos. Louis Bucciarelli y Nancy Dworsky, los biógrafos de Germain, lo resumen de la siguiente manera: "Toda la evidencia sostiene que Sophie Germain tenía una brillantez matemática que nunca llegó a buen término debido a la falta de una formación rigurosa, disponible solo para los hombres".

## En la cultura popular
- Germain fue referenciada y citada en la obra Proof de 2001 de David Auburn. La protagonista es una joven matemática luchadora, Catherine, que encontró inspiración en el trabajo de Germain. Germain también fue mencionada en la adaptación cinematográfica de John Madden de la misma obra en una conversación entre Catherine (Gwyneth Paltrow) y Hal (Jake Gyllenhaal).

- En la obra de ficción "The Last Theorem" de Arthur C. Clarke y Frederik Pohl, a Sophie Germain se le atribuyó la inspiración de Ranjit Subramanian para resolver el Último Teorema de Fermat.[33]